# Anampses neoguinaicus
 Anampses neoguinaicus és una espècie de peix de la família dels làbrids i de l'ordre dels perciformes.

## Morfologia
Els mascles poden assolir els 20 cm de longitud total.

## Distribució geogràfica
Es troba des de les Filipines i Taiwan fins a Fidji, la Gran Barrera de Corall, Nova Caledònia i Tonga.